# Robert Duff
Pour les articles homonymes, voir Robert Duff (gouverneur).
Robert Duff de Feteresso (v. 1721 - 6 juin 1787, Queensferry), est un officier de marine et administrateur colonial britannique. Il sert dans la Royal Navy et termine sa carrière au grade d'Admiral et un gouverneur-commodore de Terre-Neuve.

## Biographie

### Origines et jeunesse
Il est l'un des derniers enfants d'une très nombreuse famille issue de Patrick Duff de Craigston (1665-1731).

### Carrière
Il intègre la Royal Navy et est promu au grade de commander en 1744. En 1746, il reçoit le grade de captain et prend le commandement de la frégate Anglesea. En 1755, il reçoit la responsabilité d'organiser les patrouilles des détachements de presse (press gang) chargée d'enrôler des matelots de force dans la Navy.
Peu avant la Guerre de Sept Ans, il reçoit le commandement du HMS Rochester de 50 canons. Il participe en 1758 à l'expédition du commodore Howe sur Cherbourg. En 1759, il commande en tant que commodore la division légère de l'amiral Hawke et patrouille dans la baie de Quiberon. Poursuivi par les vaisseaux de Conflans, il participe à la bataille des Cardinaux, le 20 novembre 1759. En récompense, il est promu au commandement du Le Foudroyant (1751), vaisseau de 80 canons pris aux Français l'année précédente, et participe à son bord à la campagne de Rodney aux Antilles.
En 1775, il est promu rear admiral of the Blue, et est nommé commandant en chef des forces navales et gouverneur de Terre-Neuve où il décrivit les dommages causés par l'un des plus meurtriers ouragans de l'histoire. L'ouragan de Terre-Neuve de 1775 fit plus de 4 000 morts, surtout des marins pêchant au large de Terre-Neuve sur les Grands Bancs. Après ce cataclysme, Duff prit le commandement du Panther en 1775. L'année suivante, il est nommé contre-amiral de la Blanche.
En 1778, nommé Rear Admiral of the Red, il reçoit le commandement de la base de Gibraltar. La même année, Duff devient vice admiral, et participe au siège de Gibraltar en 1779 où il s'oppose au chef d'escadre espagnol Dom Antoine Barcelo. Il prend sa retraite en 1780, et mourut à Queensferry le 6 juin 1787.

## Mariage et descendance
En 1764, il épousa Lady Hellen Duff (139-1778), une fille cadette de son cousin germain, William Duff de Braco, premier comte de Fife. Le couple eut six enfants: Jean (née en 1765, mariée en 1791 à James Clerk de Bonnington), un fils (né en 1766), Robert William (né en 1767), un enfant (né en 1775, mort en bas âge), Adam (1775-1840) et James Alexander Duff (1777-1800). Un portrait de Duff est exécuté par Joshua Reynolds pour le Greenwich Hospital.